# Зоц, Владимир Афанасьевич
Влади́мир Афана́сьевич Зоц  (12 апреля 1938 года, с. Наталовка, Межевский район, Днепропетровская область, УССР, СССР — 19 сентября 1998, Москва, Россия) — советский и российский философ и религиовед. Доктор философских наук, профессор. Один из авторов «Атеистического словаря» и словаря «Православие: Словарь атеиста».

## Биография
Родился 12 апреля 1938 года в селе Наталовка Межевского района Днепропетровской области.
В 1973 году в Институте научного атеизма Академии общественных наук при ЦК КПСС защитил диссертацию на соискание учёной степени кандидата философских наук по теме «Современное православие и проблемы духовной культуры: критика православно-богословской интерпретации проблем духовной культуры» (специальность 09.00.06 — научный атеизм).
В 1980 году защитил диссертацию на соискание учёной степени доктора философских наук по теме «Научный атеизм в системе духовной культуры социалистического общества» (специальность 09.00.06 — научный атеизм).
Работал консультантом Аппарата Президента СССР. Один из помощников М. С. Горбачёва и соавтор его Нобелевской лекции.

## Научные труды

### Монографии
- Зоц В. А. Духовная культура и православие. — М.: Знание, 1974. — 39 с.
- Зоц В. А. Несостоятельные претензии: (Критические очерки православно-богословской интерпретации проблем духовной культуры). — М.: Молодая гвардия, 1976. — 142 с.
- Зоц В. А. Духовная культура и атеистическое воспитание. — М.: Политиздат, 1978. — 120 с.
- Замалеев А. Ф., Зоц В. А. Богословы ищут Бога: Философско-атеистические очерки по истории христианской теологии. — К.: Молодь, 1980. — 166 с.
- Зоц В. А. XXVI съезд КПСС и актуальные проблемы атеистического воспитания. — К.: Вища школа[укр.], 1981. — 104 с.
- Зоц В. А. Культура. Религия. Атеизм. — М.: Политиздат, 1982. — 158 с. 100000 экз.
- Зоц В. А. Счастье искать на земле: Об опыте атеист. воспитания трудящихся. — Донецк: Донбас, 1983. — 73 с.
- Зоц В. А. Единство интернационального и атеистического воспитания. — М.: Знание, 1983. — 64 с. (Новое в жизни, науке, технике).
- Замалеев А. Ф., Зоц В. А. Добролюбов. — Мн.: Вышэйшая школа, 1983. — 96 с.
- Зоц В. А. Православие и культура: факты против домыслов. — К.: Политиздат Украины, 1986. — 223 с.
- Зоц В. А. Атеизм и религия в современной идеологической борьбе. — К.: Вища школа[укр.]: Изд-во при Киев. ун-те, 1986. — 96 с.
- Замалеев А. Ф., Зоц В. А. Мыслители Киевской Руси / предисл. д-ра филос. наук В. А. Карпушина. — 2-е изд., перераб. и доп. — К.: Вища школа[укр.]: Изд-во при Киев. гос. ун-те, 1987. — 183 с. 10000 экз.
- Нравственная культура личности как фактор формирования идейно-мировоззренческой убежденности / Подгот. В. А. Зоц, А. И. Мартыненко. — К.: Б. и., 1988. — 58 с.
- Замалеев А. Ф., Зоц В. А. Отечественные мыслители позднего средневековья, конец XIV — первая треть XVII в. — К.: Лыбидь, 1990. — 173 с. ISBN 5-11-001496-5

### Учебные пособия
- Наш социалистический образ жизни: В помощь слушателям сети комсомольской политучебы / А. В. Антонюк, И. П. Грущенко, С. С. Вишневский и др.; Отв. ред. и сост. В. А. Зоц. — К.: Молодь, 1985. — 359 с.
- Теория и практика научного атеизма: Учебное пособие для высших партийных школ / Л. А. Баширов, В. А. Зоц, Ю. П. Зуев и др.; Редкол.: В. И. Гараджа (отв. ред.) и др. — М.: Мысль, 1984. — 236 с.
- Основы социалистической культуры: Учеб.-метод. пособие / В. А. Зоц и др.; Под общ. ред. В. А. Зоца. — К.: Вища школа[укр.], 1991. — 311 с. ISBN 5-11-001886-3

### Статьи
на русском языке
- Зоц В. А. Воспитание убеждённости // Праздники, обряды, традиции / сост. Б. Марьянов. — М.: Молодая гвардия, 1976. — С. 18—25. — 125 с. 200000 экз.
- Зоц В. А., Полук И. В. Традиции, рожденные социализмом // Вопросы научного атеизма. Вып. 22 / Акад. обществ. наук при ЦК КПСС, Ин-т науч. атеизма. / редкол.: А. Ф. Окулов (отв. ред.) и др.; над вып. работала И. И. Рощина. — М.: Мысль, 1978. — С. 85—94. — 320 с. 23000 экз.
- Закович Н. М., Зоц В. А. Праздники и обряды как элемент социалистической культуры // Вопросы научного атеизма. Вып. 26 / Акад. обществ. наук при ЦК КПСС, Ин-т науч. атеизма.; редкол.: П. К. Курочкин (отв. ред.) и др.; над вып. работала И. И. Рощина. — М.: Мысль, 1980. — С. 165—177. — 325 с. 26000 экз.
- Зоц В. А., Мигович И. И. Правда истории и мифы фальсификаторов // Аргументы. 1981 / редкол.: П. М. Комаров, Э. И. Лисавцев, П. В. Макарцев. — М.: Политиздат, 1981. — С. 50-77. — 127 с. 200000 экз.
- Зоц В. А. И в русском слове отлилось... 1987 / редкол.: В. И. Гараджа и др. // Аргументы. — М.: Политиздат, 1987. — С. 93—113. — 192 с. 150000 экз.
- Атеизм и религия: вопросы и ответы. 1986 / А. Ахмедов и др. ; сост. В. М. Кувенева. — М.: Политиздат, 1986. — 256 с. 200000 экз..
- Атеизм и религия : вопросы и ответы. 1987 / В. А. Алексеев и др.; сост. В. М. Кувенева. — М.: Политиздат, 1987. — 255 с. 200000 экз.
- Зоц В. А., Капто А. С. Труд — главная точка отсчёта // Социологические исследования. — 1991. — № 4. — С. 34-42.

на украинском языке
- Комісари. // Нариси. — К.: видавництво "Весёлка", 1977. — С. 22—27. — 64 с. Тираж 115 000.
- Щоб осявала думку про минуле (Про збереження пам"ятників давньруського мистецтва) // Знання та праця[укр.]. — 1987. — № 10. — С. 14—15.

### Научная редакция
- Развитой социализм и личность : Вопросы формирования всесторонне развитой личности / В. С. Пазенок, Л. И. Ларченко, Е. В. Лазоренко и др.; Редкол.: В. А. Зоц и др.. — К.: Вища школа[укр.], 1983. — 238 с.
- Трудовые традиции, праздники, обряды рабочего класса / А. С. Капто, М. Д. Довбуш, Н. М. Закович и др.; Редкол.: В. А. Зоц (отв. ред.) и др. — К.: Вища школа[укр.], 1984. — 359 с.
- Актуальные вопросы атеистического воспитания молодёжи: Вопросы теории и практики: Сб. ст. / Сост. В. А. Зоц. — К.: Молодь, 1986. — 191 с.
- От Лютера до Вайцзеккера: Великие протестантские мыслители Германии: Очерки / Науч. ред., сост., авт. введ. В. А. Зоц. — М. : Раритет, 1994. — 287 с. ISBN 5-85735-083-2